# تهاني طوسون
تهاني فخري طوسون ( توتو ) مواليد 22 سبتمبر 1971 محافظة المنيا. لاعبة كرة طائرة مصرية سابقة بالنادي الأهلي و المنتخب المصري و تعتبر تهاني ( الصعيدية الأصل ) أفضل من أنجبت الكرة الطائرة المصرية للسيدات، ومثلت مصر في بطولة العالم للكرة الطائرة للسيدات سنة 2002 في ألمانيا. حققت تهاني العديد من البطولات الأفريقية للنادي الأهلي والمنتخب المصري كما فازت بجائزة أفضل لاعبات القارة لعدة مرات. لعبت تهاني في مركز الضاربة وتتميز بقوة التسديد المباشر في ملعب الخصم. و عادة ما يحتاج الضارب في لعبة الكرة الطائرة إلي معد جيد وما ساعد تهاني في تألقها مع الأهلي و المنتخب المصري وجود لاعبة ممتازة في مركز المعدة هي مني عبد الكريم فهذا الثنائي الخطير كان سببا رئيسيا في احتكار الأهلي بطولات أفريقيا للأندية لعدة سنوات بل وتحقيق المنتخب المصري للعديد من بطولات كأس الأمم الأفريقية للكرة الطائرة وأيضا تمثيل القارة الأفريقية في كأس العالم للكرة الطائرة فئة السيدات. تعمل الآن كمدربة ومن ضمن الاندية التي دربتها نادي الشمس.